# 丝毛栝楼
丝毛栝楼（学名：Trichosanthes sericeifolia）为葫芦科栝楼属下的一个种。